# 羅普海恩山
46°55′41″N 8°38′47″E / 46.927984°N 8.64649°E

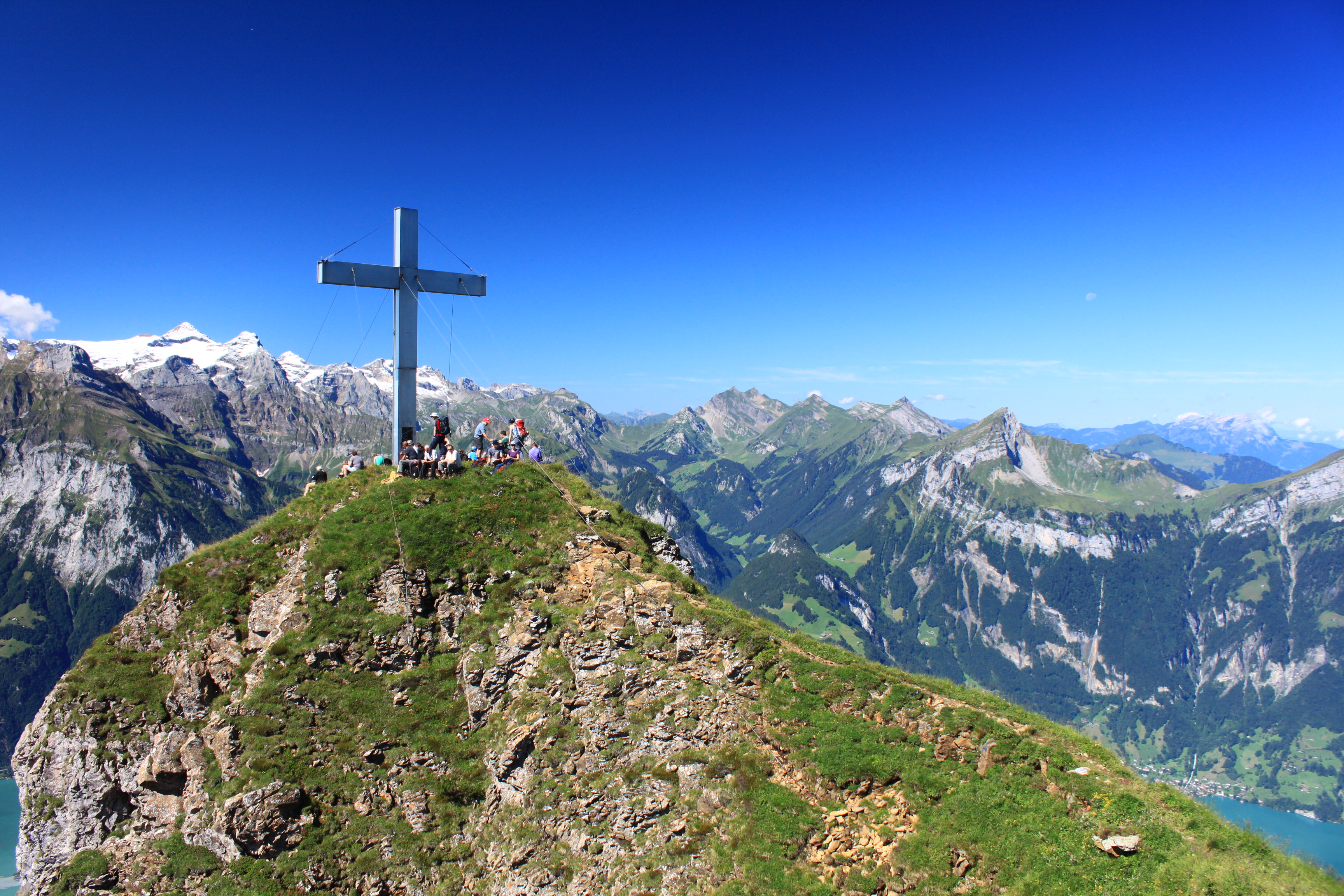

羅普海恩山（Rophaien），是瑞士的山峰，位於該國中部，由烏里州負責管轄，屬於施維茨阿爾卑斯山脈的一部分，海拔高度2,077米，每年平均降雨量2,385毫米。